# Egao Yes Nude
Singles de Morning Musume
Aruiteru
(8 novembre 2006) Kanashimi Twilight
(25 avril 2007)
Singles par Morning Musume Tanjō 10nen Kinentai
Bokura ga Ikiru My Asia
(24 janvier 2007)
Egao Yes Nude (笑顔YESヌード, allusion à un "sourire nu", donc sincère) est le 32e single du groupe de J-pop Morning Musume, sorti en 2007.

## Présentation
Le single sort le 14 février 2007 au Japon sur le label zetima. Il est écrit, composé et produit par Tsunku sauf la "face B", une reprise. Il atteint la 4e place du classement des ventes de l'Oricon, et reste classé pendant six semaines, pour un total de 53 047 exemplaires vendus durant cette période.
Il sort également dans deux éditions limitées notées "A" et "B", avec des pochettes différentes : l'édition "A" contient en supplément un DVD, alors que l'édition "B" contient en supplément un livret de 32 pages. Le single sort aussi au format "single V" (DVD contenant le clip vidéo) deux semaines plus tard, le 7 mars 2007.
C'est le premier single du groupe avec Aika Mitsui de la "8e génération", mais sans Jun Jun et Lin Lin, présentées ultérieurement comme faisant partie de la même génération mais qui seront en fait sélectionnées le mois suivant et rejoindront le groupe plus tard.
La chanson-titre figurera dans une version légèrement différente sur le huitième album du groupe, Sexy 8 Beat qui sort le mois suivant, puis dans sa version d'origine sur la compilation Morning Musume All Singles Complete qui sort en fin d'année.
La chanson en "face B" est une reprise, la deuxième du groupe après Morning Musume no Hyokkori Hyōtanjima, et sert de thème à une mini-série diffusée dans l'émission pour enfants Oha Suta. La version originale était interprétée en février 2000 dans le cadre de cette émission par ses animateurs de l'époque.

## Formation
Membres du groupe créditées sur le single :
- 4e génération : Hitomi Yoshizawa
- 5e génération : Ai Takahashi, Risa Niigaki
- 6e génération : Miki Fujimoto, Eri Kamei, Sayumi Michishige, Reina Tanaka
- 7e génération : Koharu Kusumi
- 8e génération (début)  : Aika Mitsui

## Titres
Single CD
1. Egao Yes Nude (笑顔YESヌード?)
2. Sayonara no Kawari ni (サヨナラのかわりに?)
3. Egao Yes Nude (Instrumental) (笑顔YESヌード...?)

DVD de l'édition limitée "A"
1. Morning Musume Happy 8ki Audition Goukaku Happyô (モーニング娘。Happy 8期オーディション 合格発表?)
2. Egao Yes Nude Jacket Photography Making Eizô (笑顔YESヌード ジャケット撮影メイキング映像?)
3. Special Interview (スペシァル インタビュー?)

Single V (DVD)
1. Egao Yes Nude (笑顔YESヌード?) (clip vidéo)
2. Egao Yes Nude (Dance Shot Ver.) (笑顔YESヌード...?)
3. Making Eizô (メイキング映像?) (making of)